# View Askew Productions
View Askew Productions es una productora cinematográfica creada por Kevin Smith y Scott Mosier en 1994 responsable de la producción de muchas películas de culto como Clerks, Mallrats, Persiguiendo a Amy, Dogma, Jay y Bob el Silencioso contraatacan y Clerks II, donde los personajes son recurrentes, cuentan historias sobre personajes de otras películas e interactúan con ellos. Los personajes de las tres primeras películas, conocidas como la "Trilogía de Jersey" también aparecen en Jay y Bob el Silencioso contraatacan.
Cuando no están haciendo preguntas, Kevin Smith y View Askew Productions se dedican a crear páginas web como Movie Poop Shoot que fue originalmente creada para su película Jay y Bob el Silencioso contraatacan, News Askew un sitio originalmente creado por los fanes Brand Plevyak y Chris Alley y siguen trabajando en él, Movies Askew un sitio que fue usado para hacer un concurso para aspirantes a cineastas por la View Askew, My Boring Ass Life el blog de Kevin Smith, además de sitios web individuales para sus películas.